# Léon Delsarte
Léon Delsarte (Nord, Valenciennes, 1893. november 19. – Nord, Valenciennes, 1963. január 24.) olimpiai ezüst- és bronzérmes francia tornász.
Ez első világháború után az 1920. évi nyári olimpiai játékokon, mint tornász versenyzett és csapat összetettben bronzérmes lett.
Az 1924. évi nyári olimpiai játékokon, Párizsban, újra indult tornában és csapat összetettben ezüstérmes lett. Egyéni összetettben a 9. lett. Az összes egyéni számban is indult de érmet nem nyert.